# Art & lutherie
Art & lutherie est une entreprise de lutherie canadienne spécialisée dans les guitares électro-acoustiques.

## Caractéristiques des guitares
Les guitares Art & Lutherie sont fabriquées au Québec dans la petite ville de Princeville. Elles sont constituées à 95 % de bois canadiens sélectionnés pour leurs qualités acoustiques mais également en fonction de leur impact sur l’environnement. La méthode écologique suivant laquelle le bois est collecté se met en place lorsque des arbres déjà à terre sont trouvés dans les forêts de l’Est canadien. Aucun abattage n’est nécessaire. Cela ne bénéficie pas uniquement aux forêts canadiennes mais permet également de préserver les forêts tropicales de la planète. Les caractéristiques sonores du bois canadien utilisé sont excellentes. Le merisier se situe quelque part entre la richesse de l’acajou et la brillance de l’érable. L’érable argenté, autre essence de choix, possède un son, un poids et une densité très proches de l’acajou. Toutes les guitares de la marque ont un dos et des éclisses en merisier lamellé trois plis, un manche en érable argenté et une table massive en cèdre ou épicéa. Art & Lutherie est la propriété du groupe Guitares Godin.
Les guitares Art & Lutherie sont distribuées en France par Saico.